# حارة الغفران (ذمار)

تعديل مصدري - تعديل

حارة الغفران هي إحدى حارات مدينة ذمار التابعة لمحافظة ذمار، بلغ تعداد سكانها 3,555 نسمة حسب تعداد اليمن لعام 2004.